# Taken by Force Tour
Taken by Force Tour es la quinta gira de conciertos de la banda alemana de hard rock y heavy metal Scorpions, en promoción al álbum Taken by Force de 1977. Comenzó el 14 de octubre de 1977 en el recinto Stadthalle de Holzminden (Alemania Occidental) y culminó el 26 de diciembre de 1978 en el Stadthalle de Wuppertal. Gracias a esta gira, la banda tocó por primera vez en Japón.

## Antecedentes
Luego del término del Virgin Killer Tour (1976-1977), el batería Rudy Lenners renunció y para se contrató el alemán Herman Rarebell, quien ingresó oficialmente a Scorpions el 17 de mayo de 1977. La gira comenzó el 14 de octubre en la ciudad alemana de Holzminden, casi dos meses antes del lanzamiento oficial de Taken by Force en Europa. Durante todo el mes de octubre y los dos primeros días de noviembre, la banda dio dieciocho conciertos en Alemania Occidental, para luego presentarse en tres ciudades de Francia en diciembre. La última fecha de 1977 se celebró el 17 de diciembre en Marly. 
El 21 de enero de 1978 se inició la segunda sección de la gira con cuatro espectáculos en Bélgica y tres en Alemania Occidental. Luego de una pausa, en abril viajaron por primera vez a Japón. La gira japonesa contó con cinco presentaciones, dos de las tres dadas en Tokio fueron escogidas para grabar el primer álbum en vivo Tokyo Tapes, publicado en agosto del mismo año. Luego de las fechas por Japón, el guitarrista Uli Jon Roth anunció su salida de la banda por diferencias musicales con el resto de los integrantes. A pesar de que existió la posibilidad de tocar por primera vez en los Estados Unidos en la segunda mitad de 1978, esta eventual gira fue cancelada debido a la renuncia de Roth.
Tras la salida de Roth, Rudolf Schenker tuvo la idea de poner un anuncio en la revista inglesa Melody Maker para buscar un nuevo guitarrista, pero a pesar de que llegaron 140 aspirantes a la audición, Schenker no se convenció por ninguno de ellos. Por ese motivo, el bajista Francis Buchholz sugirió a Matthias Jabs de la banda Lady, que luego de una audición ingresó a Scorpions a mediados de 1978. El primer concierto de Jabs con la banda se celebró el 26 de agosto en el Summertime Open Air Festival en Ulm, ante más de 55 000 personas. En este evento, liderado por Genesis, Scorpions compartió escenario con John McLaughlin, Alvin Lee, Brand X y Joan Baez. El último concierto de la gira fue en Wuppertal, el 26 de diciembre de 1978.

## Lista de canciones
Si bien la gira fue dividida en dos secciones, los conciertos y 1977 y los de 1978, la única lista de canciones conocida fue la interpretada en Japón, en abril de 1978. Prácticamente es la misma que fue incluida en el disco en vivo Tokyo Tapes, pero con algunas excepciones tales como el himno nacional japonés «Kimigayo» y «Catch Your Train», entre otras. A continuación, la lista de canciones tocada en el Nakano Sun Plaza de Tokio, Japón.
1. «All Night Long»
2. «Pictured Life»
3. «Backstage Queen»
4. «Polar Nights»
5. «We'll Burn the Sky»
6. «Suspender Love»
7. «In Trance»
8. «In Search of the Peace of Mind»
9. «Fly to the Rainbow»
10. «Rock 'n' Roll Queen»
11. «He's a Woman She's a Man»
12. «Speedy's Coming»
13. «Catch Your Train»
14. «Top of the Bill»
15. «Drum Solo» (solo de batería)
16. «Hound Dog» cover de Big Mama Thornton
17. «Long Tall Sally» cover de Little Richard
18. «Steamrock Fever»
19. «Dark Lady»
20. «Kōjō no Tsuki»
21. «Robot Man»
22. «Hell-Cat»
23. «Kimigayo/The Star-Spangled Banner/Third Rock from the Sun»

## Fechas

### Fechas de 1977
| Fecha           | País                | Ciudad                  | Recinto/Festival     |        |
| Europa          | Europa              | Europa                  | Europa               | Europa |
| --------------- | ------------------- | ----------------------- | -------------------- | ------ |
| 14 de octubre   | Alemania Occidental | Holzminden              | Stadthalle           |        |
| 15 de octubre   | Alemania Occidental | Wiesentheid             | Steigerwaldhalle     |        |
| 16 de octubre   | Alemania Occidental | Rosenheim               | Innatlhalle          |        |
| 18 de octubre   | Alemania Occidental | Kaufbeuren              | Stadthalle           |        |
| 19 de octubre   | Alemania Occidental | Friedrichshafen         | Festhalle            |        |
| 20 de octubre   | Alemania Occidental | Maguncia                | Eltzer Hof           |        |
| 21 de octubre   | Alemania Occidental | Stadthagen              | Festhalle            |        |
| 22 de octubre   | Alemania Occidental | Cuxhaven                | Hermann Allers Halle |        |
| 23 de octubre   | Alemania Occidental | Oldemburgo              | Weser-Elms-Halle     |        |
| 25 de octubre   | Alemania Occidental | Augsburgo               | Kongresshalle        |        |
| 26 de octubre   | Alemania Occidental | Gießen                  | Kongresshalle        |        |
| 27 de octubre   | Alemania Occidental | Neckarsulm              | Paulussaal           |        |
| 28 de octubre   | Alemania Occidental | Göppingen               | Haldenberghalle      |        |
| 29 de octubre   | Alemania Occidental | Neu-Ulm                 | Konzertsaal          |        |
| 30 de octubre   | Alemania Occidental | Albstadt                | Festhalle            |        |
| 31 de octubre   | Alemania Occidental | Neu-Ulm                 | Mehrzweckhalle       |        |
| 1 de noviembre  | Alemania Occidental | Lahnstein               | Stadthalle           |        |
| 2 de noviembre  | Alemania Occidental | Eversten                | Aula                 |        |
| 4 de noviembre  | Alemania Occidental | Weiden in der Oberpfalz | Josefhaus            |        |
| 10 de diciembre | Francia             | Denain                  | Théâtre Municipal    |        |
| 14 de diciembre | Francia             | Mulhouse                | Palais des Fêtes     |        |
| 17 de diciembre | Francia             | Marly                   | desconocido          |        |

### Fechas de 1978
| Fecha           | País                | Ciudad      | Recinto/Festival             |           |
| Europa II       | Europa II           | Europa II   | Europa II                    | Europa II |
| --------------- | ------------------- | ----------- | ---------------------------- | --------- |
| 16 de enero     | Alemania Occidental | Bremen      | desconocido                  |           |
| 21 de enero     | Bélgica             | Poperinge   | Maeke Blyde                  |           |
| 22 de enero     | Bélgica             | Charleroi   | Hôtel de Ville               |           |
| 23 de enero     | Bélgica             | Bruselas    | Théâtre 140                  |           |
| 25 de enero     | Bélgica             | Chênée      | Centre Culturel              |           |
| 27 de enero     | Alemania Occidental | Hannover    | Niedersachsenhalle           |           |
| 28 de enero     | Suiza               | Basilea     | Kongresshaus                 |           |
| 24 de febrero   | Alemania Occidental | Karlsruhe   | Festhalle Durlach            |           |
| 26 de febrero   | Alemania Occidental | Coburgo     | Kongressgaus                 |           |
| Japón           |                     |             |                              |           |
| 23 de abril     | Japón               | Tokio       | Nakano Sun Plaza             |           |
| 24 de abri      | Japón               | Tokio       | Nakano Sun Plaza             |           |
| 25 de abril     | Japón               | Nagoya      | Shi-Kokaido                  |           |
| 26 de abril     | Japón               | Osaka       | Festival Hall                |           |
| 27 de abril     | Japón               | Tokio       | Nakano Sun Plaza             |           |
| Europa III      | Japón               |             |                              |           |
| 26 de agosto    | Alemania Occidental | Ulm         | Summertime Open Air Festival |           |
| 3 de septiembre | Alemania Occidental | Saarbrücken | Summertime Open Air Festival |           |
| 9 de septiembre | Alemania Occidental | Pforzheim   | Open Air Festival            |           |
| 26 de diciembre | Alemania Occidental | Wuppertal   | Stadthalle                   |           |

## Músicos
- Klaus Meine: voz
- Rudolf Schenker: guitarra rítmica y coros
- Uli Jon Roth: guitarra líder, coros y voz (desde el inicio hasta el 27 de abril de 1978)
- Matthias Jabs: guitarra líder y coros (desde el 26 de agosto de 1978 hasta el final)
- Francis Buchholz: bajo
- Herman Rarebell: batería